# Konstantinova bazilika u Trieru
Konstantinova bazilika (njemački: Konstantinbasilika) ili Aula Palatina u Trieru, je bazilika rimske palače, koja je izgrađena za cara Konstantina (306. – 337.) na početku 4. stoljeća. Danas je UNESCO-ova svjetska baština i njena je najveća antička dvorana koja još stoji; ima dužinu od 67 metara, širinu 26,05 m i visinu od 33 m. 
Aula Palatina je izgrađena oko 310. god. u sklopu kompleksa palače. Izvorno nije bila samostojeća zgrada, već je imala mnoge manje pripojene zgrade poput trijema, predvorja, vestibula i nekih uslužnih prostorija, a imala je i podno i zidno grijanje (hipokaust). 
Tijekom srednjeg vijeka je korištena kao rezidencija trierskih biskupa. Za to je apsida preoblikovana u stambeni prostor, a na vrhu zidova apside dodani su šiljasti tornjići. U 17. stoljeću, nadbiskup Lothar von Metternich dao je napraviti svoju palaču odmah do bazilike, koju je uvelike obnovio i spojio s palačom. Kasnije, u 19. stoljeću, pruski kralj Fridrik Vilim IV. je naredio da se građevina vrati u svoj prvobitni rimski oblik, što je i učinjeno pod nadzorom vojnog arhitekta Carla Schnitzlera. God. 1856., Aula Palatina je postala protestantskom crkvom. God. 1944., izgorjela je u požaru izazvanom zračnim napadom savezničkih snaga u Drugom svjetskom ratu. Kada je sanirana, nakon rata, nisu obnovljene povijesne unutarnje dekoracije iz 19. stoljeća, tako da su iznutra dobro vidljivi izvorni zidovi od opeke.

## Vanjske poveznice
- Panoramski pogled na baziliku